# Paradiopa postfusca
Paradiopa postfusca là một loài bướm đêm trong họ Noctuidae.